# Synanthedon uranauges
Synanthedon uranauges is een vlinder uit de familie wespvlinders (Sesiidae), onderfamilie Sesiinae.
Synanthedon uranauges is voor het eerst wetenschappelijk beschreven door Meyrick in 1926. De soort komt voor in het Oriëntaals gebied.